# مطثية حالة للسليولوز
مطثية حالة للسليولوز (الاسم العلمي: Clostridium cellulolyticum) هي نوع من البكتيريا تتبع جنس المطثية من فصيلة نظيرات المطثية.